# Derancistrus furfurosus
Derancistrus furfurosus là một loài bọ cánh cứng trong họ Cerambycidae.